# Listă de cutremure în Vrancea
Aceasta este o listă de cutremure în Județul Vrancea.
| Data              | Ora locală | Magnitudinea | Adâncimea | Victime                      |
| ----------------- | ---------- | ------------ | --------- | ---------------------------- |
| 26 octombrie 1802 | 10:55      | 7,9 Mw       | 150 km    | 4?                           |
| 5 martie 1812     | 12:30      | 6.5 Mw       | 130 km    | ?                            |
| 26 noiembrie 1829 | 01:40      | 7,3 Mw       | 150 km    | ?                            |
| 23 ianuarie 1838  | 18:45      | 7,5 Mw       | 150 km    | 73 (oficial) 720 (neoficial) |
| 6 octombrie 1908  | 21:40      | 7,1 Mw       | 125 km    | ?                            |
| 22 octombrie 1940 | 08:37      | 6,5 Mw       | 125 km    | 0                            |
| 10 noiembrie 1940 | 03:39      | 7,4 Mw       | 133 km    | 1.000+                       |
| 4 martie 1977     | 21:22      | 7,2 Mw       | 100 km    | 1.578                        |
| 31 august 1986    | 00:28      | 7,1 Mw       | 131,4 km  | 150+                         |
| 30 mai 1990       | 13:40      | 6,9 Mw       | 89 km     | 13                           |
| 31 mai 1990       | 03:17      | 6,4 Mw       | 79 km     | 0                            |
| 27 octombrie 2004 | 23:34      | 6,0 Mw       | 98,6 km   | 0                            |

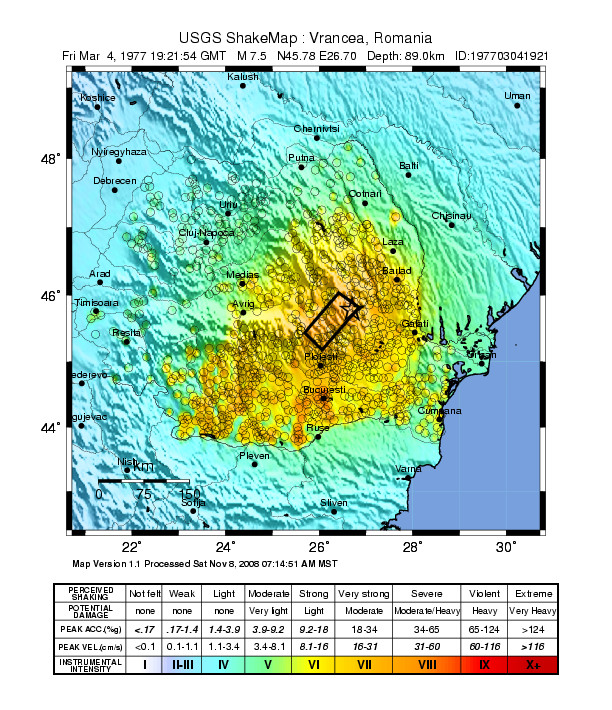
Harta intensităţii cutremurului din 1977

- Notă: Această listă include numai cutremure cu magnitudinea mai mare de 6,0M.